# Euphaedra perochrata
Euphaedra perochrata är en fjärilsart som beskrevs av Ungemach 1932. Euphaedra perochrata ingår i släktet Euphaedra och familjen praktfjärilar. Inga underarter finns listade i Catalogue of Life.